# زراعة النخيل في باكستان
زراعة النخيل في باكستان، تزرع أشجار النخيل في الأراضي الباكستانية، وتعتبر باكستان هي خامس أكبر منتج للتمور في العالم.

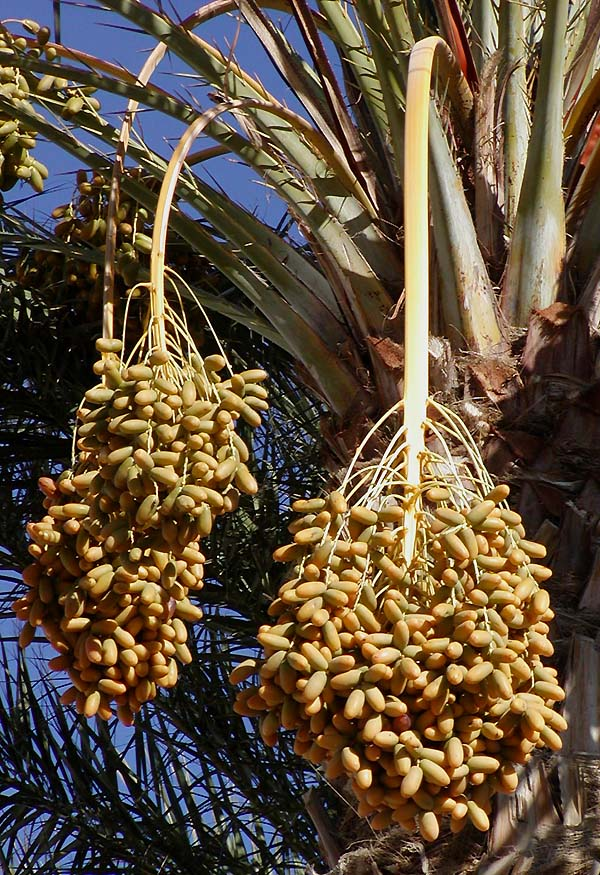
شجرة نخيل التمر

## الإنتاج
تعد باكستان من أكبر منتجي ومصدري التمور في العالم، حيث تنتج سنويًا 535 ألف طن وفقًا لهيئة تنمية التجارة.

## مناطق الزراعة
المناطق الرئيسية لزراعة التمور هي منطقة خيربور ومنطقة بنجغور.

## الأصناف
يوجد في باكستان أكثر من 160 نوعاً من نخيل التمر، ومن بين الأصناف المشهورة: أصيل خيربور، دكي دي خان بيجوم جانجي من مكران.

## الصناعة
مصنع معالجة التمور بانججور، بدأ مصنع معالجة التمور في عام 2022 بنجغور باكستان الإنتاج بمساعدة دولة الإمارات العربية المتحدة، بتمويل من صندوق أبو ظبي للتنمية (ADFD) بتكلفة 6.36 مليون دولار. تبلغ مساحة المشروع 5,710 مترًا مربعًا، وينتج أكثر من 32,000 طن يوميًا.